# 시편 25편
시편 25편은 25번째 시편이다. "주님, 제가 제 영혼을 들어 올린다." 시편은 히브리어 성경의 세 번째 부분이자 기독교 구약의 책이다. 그리스어 칠십인역과 라틴어 불가타 성경 번역에서 사용되는 약간 다른 번호 체계에서 이 시편은 시편 24편이다. 라틴어에서는 "Ad te Domine levavi animam meam"으로 알려져 있다. 다윗이 지은 것으로 여겨지는 이 시편은 히브리어 곡예 시 형식을 취하고 있다.
시편은 유대교, 가톨릭, 루터교, 성공회 및 비순응주의 개신교 예식의 정규 부분을 구성한다.

## 내용
1. 여호와여 나의 영혼이 주를 우러러보나이다
2. 나의 하나님이여 내가 주께 의지하였사오니 나를 부끄럽지 않게 하시고 나의 원수들이 나를 이겨 개가를 부르지 못하게 하소서
3. 주를 바라는 자들은 수치를 당하지 아니하려니와 까닭 없이 속이는 자들은 수치를 당하리이다
4. 여호와여 주의 도를 내게 보이시고 주의 길을 내게 가르치소서
5. 주의 진리로 나를 지도하시고 교훈하소서 주는 내 구원의 하나님이시니 내가 종일 주를 기다리나이다
6. 여호와여 주의 긍휼하심과 인자하심이 영원부터 있었사오니 주여 이것들을 기억하옵소서
7. 여호와여 내 젊은 시절의 죄와 허물을 기억하지 마시고 주의 인자하심을 따라 주께서 나를 기억하시되 주의 선하심으로 하옵소서
8. 여호와는 선하시고 정직하시니 그러므로 그의 도로 죄인들을 교훈하시리로다
9. 온유한 자를 정의로 지도하심이여 온유한 자에게 그의 도를 가르치시리로다
10. 여호와의 모든 길은 그의 언약과 증거를 지키는 자에게 인자와 진리로다
11. 여호와여 나의 죄악이 크오니 주의 이름으로 말미암아 사하소서
12. 여호와를 경외하는 자 누구냐 그가 택할 길을 그에게 가르치시리로다
13. 그의 영혼은 평안히 살고 그의 자손은 땅을 상속하리로다
14. 여호와의 친밀하심이 그를 경외하는 자들에게 있음이여 그의 언약을 그들에게 보이시리로다
15. 내 눈이 항상 여호와를 바라봄은 내 발을 그물에서 벗어나게 하실 것임이로다
16. 주여 나는 외롭고 괴로우니 내게 돌이키사 나에게 은혜를 베푸소서
17. 내 마음의 근심이 많사오니 나를 고난에서 끌어내소서
18. 나의 곤고와 환난을 보시고 내 모든 죄를 사하소서
19. 내 원수를 보소서 그들의 수가 많고 나를 심히 미워하나이다
20. 내 영혼을 지켜 나를 구원하소서 내가 주께 피하오니 수치를 당하지 않게 하소서
21. 내가 주를 바라오니 성실과 정직으로 나를 보호하소서
22. 하나님이여 이스라엘을 그 모든 환난에서 속량하소서

### 히브리어 버전
| 절 | 내용                                                       |
| -- | ---------------------------------------------------------- |
| 1  | לְדָוִ֡ד אֵלֶ֥יךָ יְ֜הֹוָ֗ה נַפְשִׁ֥י אֶשָּֽׂא                                    |
| 2  | אֱֽלֹהַ֗י בְּךָ֣ בָ֖טַחְתִּי אַל־אֵב֑וֹשָׁה אַל־יַֽעַלְצ֖וּ אוֹיְבַ֣י לִֽי                   |
| 3  | גַּ֣ם כָּל־ק֖וֶֹיךָ לֹ֣א יֵבֹ֑שׁוּ יֵ֜בֹ֗שׁוּ הַבּֽוֹגְדִ֥ים רֵיקָֽםֹ                       |
| 4  | דְּרָכֶ֣יךָ יְ֖הֹוָה הֽוֹדִיעֵ֑נִי אֹ֖רְחוֹתֶ֣יךָ לַמְּדֵֽנִי                           |
| 5  | הַדְרִיכֵ֚נִי בַֽאֲמִתֶּ֨ךָ וְֽלַמְּדֵ֗נִי כִּי־אַ֖תָּה אֱלֹהֵ֣י יִשְׁעִ֑י אֽוֹתְךָ֥ קִ֜וִּ֗יתִי כָּל־הַיּֽוֹםֹ   |
| 6  | זְכֹר־רַֽחֲמֶ֣יךָ יְ֖הֹוָה וַֽחֲסָדֶ֑יךָ כִּ֖י מֵֽעוֹלָ֣ם הֵֽמָּה                         |
| 7  | חַטֹּ֚אות נְעוּרַ֨י וּפְשָׁעַ֗י אַל־תִּ֫זְכֹּ֥ר כְּֽחַסְדְּךָ֥ זְכָר־לִי־אַ֑תָּה לְמַ֖עַן טֽוּבְךָ֣ יְהֹוָֽהד |
| 8  | ט֣וֹב וְיָשָׁ֥ר יְהֹוָ֑ה עַל־כֵּ֚ן יוֹרֶ֖ה חַטָּאִ֣ים בַּדָּֽרֶךְ                        |
| 9  | יַדְרֵ֣ךְ עֲ֖נָוִים בַּמִּשְׁפָּ֑ט וִֽילַמֵּ֖ד עֲנָוִ֣ים דַּרְכּֽוֹ                          |
| 10 | כָּל־אָרְח֣וֹת יְ֖הֹוָה חֶ֣סֶד וֶֽאֱמֶ֑ת לְנֹֽצְרֵ֥י בְ֜רִית֗וֹ וְעֵֽדֹתָֽיו                  |
| 11 | לְמַֽעַן־שִׁמְךָ֥ יְהֹוָ֑ה וְסָֽלַחְתָּ֥ לַֽ֜עֲו‍ֹנִ֗י כִּ֣י רַב־הֽוּא                        |
| 12 | מִ֤י זֶ֣ה הָ֖אִישׁ יְרֵ֣א יְהֹוָ֑ה י֜וֹרֶ֗נּוּ בְּדֶ֣רֶךְ יִבְחָֽר                        |
| 13 | נַפְשׁוֹ בְּט֣וֹב תָּלִ֑ין וְ֜זַרְע֗וֹ יִ֣ירַשׁ אָֽרֶץ                              |
| 14 | ס֣וֹד יְ֖הֹוָה לִֽירֵאָ֑יו וּ֜בְרִית֗וֹ לְהֽוֹדִיעָֽם                             |
| 15 | עֵינַי תָּמִ֣יד אֶל־יְהֹוָ֑ה כִּי־ה֤וּא יוֹצִ֖יא מֵרֶ֣שֶׁת רַגְלָֽי                   |
| 16 | פְּנֵה־אֵלַ֥י וְחָנֵּ֑נִי כִּֽי־יָחִ֖יד וְעָנִ֣י אָֽנִי                             |
| 17 | צָר֣וֹת לְבָבִ֣י הִרְחִ֑יבוּ מִ֜מְּצֽוּקוֹתַ֗י הֽוֹצִיאֵֽנִי                          |
| 18 | רְאֵֽה־עָנְיִ֥י וַֽעֲמָלִ֑י וְ֜שָׂ֗א לְכָל־חַטֹּאותָֽי                              |
| 19 | רְאֵ֣ה אֹֽיְבַ֥י כִּי־רָ֑בּוּ וְשִׂנְאַ֖ת חָמָ֣ס שְׂנֵאֽוּנִי                           |
| 20 | שָׁמְרָ֣ה נַ֖פְשִׁי וְהַצִּילֵ֑נִי אַל־אֵ֜ב֗וֹשׁ כִּֽי־חָסִ֥יתִי בָֽךְ                      |
| 21 | תֹּם־וָיֹ֥שֶׁר יִצְּר֑וּנִי כִּ֜י֗ קִוִּיתִֽיךָ                                   |
| 22 | פְּדֵה־אֱלֹהִ֥ים אֶת־יִשְׂרָאֵ֑ל מִ֜כֹּ֗ל צָֽרוֹתָֽיו                              |

## 구조
시편은 세 부분으로 되어 있다.
시편의 첫 부분에서 다윗은 이렇게 말한다.
1. 하나님을 향한 그의 소망을 고백함
2. 하나님을 의지함을 고백함
3. 하나님의 인도하심을 구함
4. 하나님의 무한한 자비를 고백함

중간 부분에서 그는 자신의 죄악을 언급한다.
결론 부분에서 그는 다음과 같이 간청한다.
1. 하나님의 자비:
2. 자신의 불행, 괴로움, 괴로움과 고통.
3. 그의 원수들의 죄악과 그들에게서의 구원.
4. 그는 자신의 성실성을 간청한다.